# آن رايت
ماري آن رايت (بالإنجليزية: Ann Wright)‏ (ولدت عام 1947)، عقيد متقاعد في جيش الولايات المتحدة ومسؤول متقاعد في وزارة الخارجية الأمريكية، معروفة بمعارضتها الصريحة لحرب العراق. نالت جائزة وزارة الخارجية للبطولة في عام 1997، بعد أن ساعدت في إجلاء عدة آلاف من الأشخاص خلال الحرب الأهلية في سيراليون. وتأتي معظم شهرتها من كونها واحدة من ثلاثة مسؤولين في وزارة الخارجية استقالوا علنًا كاحتجاج مباشر على غزو العراق عام 2003. كانت رايت أيضًا أحد ركاب طائرة تشالنجر 1، وهي جزء من أسطول الحرية لغزة، إلى جانب سفينة مرمرة. 

## حياتها المبكرة
نشأت رايت في بنتونفيل، أركنساس، وأشارت إلى حياتها المبكرة بأنها كانت «مجرد طفولة طبيعية». التحقت بجامعة أركنساس حيث جُندت في الجيش الأمريكي. حصلت رايت على درجتي الماجستير والدكتوراه في القانون، خلال عملها في الجيش الأمريكي. إذ نالت درجة الدكتوراه في القانون من جامعة أركنساس، وشهادة الماجستير في شؤون الأمن القومي من الكلية الحربية البحرية الأمريكية. 

## جيش الولايات المتحدة
نالت رايت على درجة الماجستير في شؤون الأمن القومي من الكلية الحربية البحرية الأمريكية في نيوبورت، رود آيلاند، وساهمت لاحقًا في الجهود الساعية لإعادة الإعمار بعد الأعمال العسكرية الأمريكية في غرينادا والصومال. 
عملت رايت لمدة 13 عامًا في الخدمة الفعلية في جيش الولايات المتحدة، ولمدة 16 عامًا في قوات الاحتياط الخاصة بالجيش، ووصلت إلى رتبة عقيد. وُضعَت في الاحتياطي الجاهز المتقاعد، ما يعني أن الرئيس يستطيع أن يستدعيها إلى الخدمة الفعلية في وقت الحاجة.

## أسطول غزة
في 3 يونيو عام 2010، أُجرى برنامج الديمقراطية الآن! مقابلة مع رايت. كانت على متن طائرة تشالنجر 1، ورأت الجنود الإسرائيليين يهبطون من المروحيات على ظهر سفينة مافي مرمرة التركية. اقتُحِمت سفينتها الخاصة. «واستُخدِمت القنابل الضوئية. ضُرِب أحد الصحفيين لدينا بنوع من أدوات الصدمة الكهربائية. لا أعرف إن كان صاعقًا أم لا». 
كانت رايت إحدى خمسة نشطاء عرّضوا أنفسهم للتوقيف في مكتب النائب براد شيرمان بعد أن أدلى بتصريح علني يفيد أن أي أمريكي يقدم مساعدات إنسانية إلى غزة يجب أن يحاكم بموجب قانون مكافحة الإرهاب وعقوبة الإعدام الفعلي لعام 1996. ولكن لم يُعتَقل أي أحد. 

## هجمات 11 سبتمبر وتقرير لجنة 11/9
في مقابلة أجرتها شبكة إذاعة أير أمريكا عام 2007، وصفت رايت تقرير لجنة 11/9 حول هجمات 11 سبتمبر الإرهابية بأنه «غير كافٍ»، وأضافت أنها لا تفهم لِم فشلت عمليات المخابرات والدفاع الوطنية الأمريكية تمامًا وكيف أمكن ضرب البنتاغون في 11 سبتمبر. في وقت سابق، في عام 2004، وقّعت خطابًا موجهًا إلى الكونغرس، تنتقد فيه تقرير اللجنة بسبب القصور والسهو الخطيرين، اللذان يجعلان التقرير خاطئًا ويلقي بظلال الشك على صحة توصياته. 

## أعمالها
في عام 2008، نشرت دار كاو بوكس كتاب المعارضة: أصوات الوعي، الذي شارك في تأليفه كل من آن رايت وسوزان ديكسون. يتضمن كتاب بعنوان المطلعون في الحكومة ينددون بالحرب في العراق، مقدمة من كتابة دانيال إلسبيرغ، وهو ناشط قديم معارض للحرب، يسرب فيها أوراقًا خاصة بالبنتاغون بالغة السرية في عام 1971. 